# 噢哢
噢哢（英語：aurone）是一种黄酮类杂环化合物，由一个苯并呋喃结构与一个苯环通过2号位的碳碳双键连接，因此存在(E)- ，(Z)-两种顺反异构体。

(Z)-噢哢的骨架结构及各个碳原子编号